# Кад лишће пада (ТВ серија)
Кад лишће пада (тур. Yaprak dökümü) турска је телевизијска серија, снимана од 2006. до 2010. године.
У Србији је премијерно емитована од 2010. до 2012. на телевизији Прва, а после тога је репризирана више пута.
Како је серија доживела огроман успех у Србији, Прва је у фебруару 2012, поводом последње епизоде, организовала долазак глумаца из серије у Београд, у специјалну емисију уживо Ноћас лишће пада, коју су водили Ивана Зарић и Данијела Јанков (сада Бузуровић).

## Радња
Прича је смештена у садашње време и прати паклену судбину патријархалне породице Текин. Главни ликови су Али Риза Текин, глава породице, његова супруга Хајрије и петоро деце: ћерке Фикрет, Лејла, Неџла и Ајше и син Шевкет. Али Риза Текин је строг и пожртвован отац и важи за поштеног и вредног човека. Чини се да миран и складан однос породице Текин ништа не може да наруши.
Њихова судбина се мења из корена када Али Риза, из моралних принципа, даје оставку на место председника општине. Следи селидба у Истанбул, где Неџла уписује факултет. Управо овај одлазак у велики град представља симболику наслова, јер њихов, до тада идиличан, живот почиње да се распада као јесење лишће.
Фикрет раскида веридбу са човеком којег истински воли, јер Али Риза сматра да његова породица није поштена ни достојна Текинових. Уједно, њен отац је једини који види колико је Фикрет способна и јединствена и покушава да и њој улије самопоуздање и самопоштовање, али на суров начин. И остали његови потомци уписују или завршавају школе: Неџла уписује архитектуру, Лејла иде на припреме пред колеџ, Шевкет се враћа из војске и почиње да ради као банкар.
Али, ускоро тама пада на Текинове. Неџла се заљубљује у сплеткароша Огуза, којег је њен отац упознао по доласку у Истанбул и одмах прозрео његове намере. Али, Лејла има озбиљне планове са Огузом, који руши њене снове на најсуровији начин.
Шевкет на послу упознаје манипулативну и лукаву Ферхунде, која не бира средства како би га убедила да се њоме ожени и у томе и успева, као и у уцењивању Огуза да се ожени Лејлом. Овим браковима Шевкет и Лејла упадају у прави пакао. Неџла је љубоморна на сестрин брак и постаје њена љута ривалка. Фикрет једина схвата каква је несрећа захватила њену породицу и жели да побегне од свега...

## Улоге
| Глумац:                         | Улога:          |
| ------------------------------- | --------------- |
| Халил Ергун                     | Али Риза Текин  |
| Гувен Хокна                     | Хајрије Текин   |
| Бену Јилдирмлар                 | Фикрет Текин    |
| Фахрије Евџен                   | Неџла Текин     |
| Гокче Бахадир                   | Лејла Текин     |
| Дениз Чакир                     | Ферхунде Гувен  |
| Толга Карел                     | Огуз Ајхан      |
| Џанер Куртаран Хасан Кучукчетин | Шевкет Текин    |
| Седа Демир                      | Седеф Дуран     |
| Ахмет Сарачолу                  | Тахсин Башсој   |
| Гулер Октен                     | Џеврије Башсој  |
| Шебнем Чичели                   | Ајше            |
| Башак Сајан                     | Џејда           |
| Седеф Авџи                      | Селин Ајдиноглу |
| Ерен Балкан                     | Гулшен          |
| Бедија Енер                     | Нејир           |
| Неслихан Атагул Доулу           | Дениз           |